# Amerosedum rupicola
Amerosedum rupicola là một loài thực vật có hoa trong họ Crassulaceae. Loài này được (G.N. Jones) Á. Löve & D. Löve miêu tả khoa học đầu tiên năm 1985.